# István Énekes

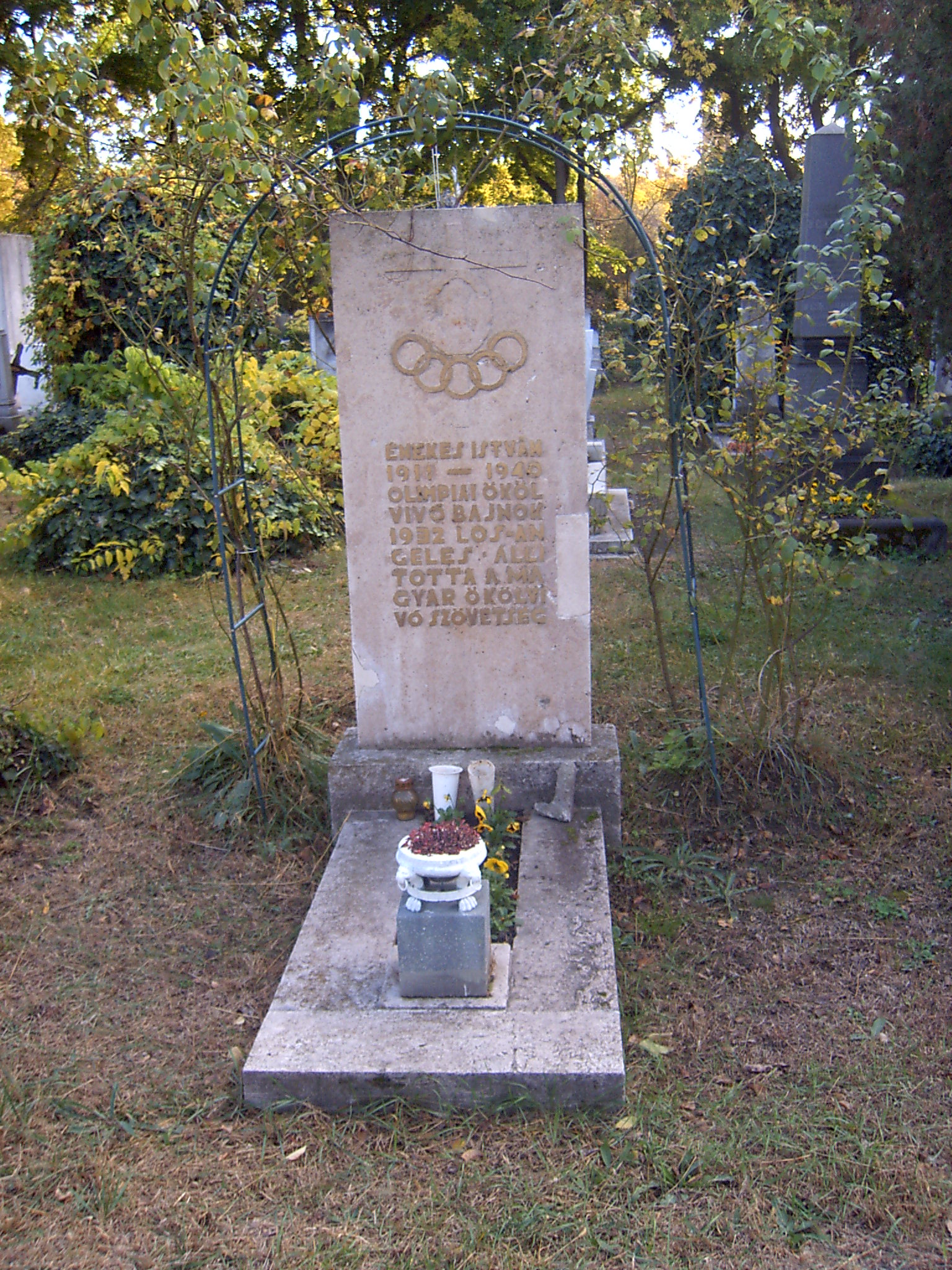
Grób Istvána Énekesa

István Énekes (ur. 20 lutego 1911 w Budapeszcie, zm. 2 stycznia 1940 tamże) – węgierski bokser, mistrz olimpijski, dwukrotny mistrz Europy.
Złoty medalista igrzysk olimpijskich w Los Angeles  w 1932, w kategorii muszej.
Startując w mistrzostwach Europy w Budapeszcie 1930 roku, zdobył złoty medal w wadze muszej (pokonał Mieczysława Forlańskiego. Sukces ten powtórzył na następnych mistrzostwach w Budapeszcie w 1934 roku, w kategorii koguciej.
Czterokrotnie wywalczył mistrzostwo Węgier, w 1929, 1930 i 1932 w wadze muszej, a w 1931 roku, w kategorii koguciej.
Był starszym bratem Vilmosa, mistrza Europy z Mediolanu 1937 roku.